# Giacomo Tofano
Giacomo Tofano (Paupisi, 13 marzo 1799 – Napoli, 20 novembre 1870) è stato un patriota, politico e giurista italiano.

## Biografia
Era figlio del barone Francesco Tofano - feudatario di Airola che perse i propri beni aver parteggiato per la Repubblica Napoletana nel 1799 - e di Marianna De Marco. Compiuti gli studi a Napoli divenne matematico e avvocato, ma dedicò gran parte della propria vita alla politica.
Si arruolò giovanissimo per partecipare alla Rivoluzione militare del 1820, e come Vice Grande Oratore della Dieta Carbonara organizzò le Vendite di Palermo e sfuggendo poi alla fucilazione dopo il fallimento dell’insurrezione.
Latitante per quattro anni, visse come emigrato politico a Torino e poi, graziato, ritornò a Napoli ove fu incarcerato per due anni.
Ripresa la professione, fu l’unico avvocato prima del 1848 che difese imputati politici tra cui gli insorti dell'Aquila, l'amico Carlo Poerio e suoi compagni.
Nel 1848 lottò affinché il Re concedesse la Costituzione e fu quindi nominato Direttore Generale di Polizia, mentre - al tempo della successiva reazione - rifiutò il Ministero dell’Interno e restò carcerato per due anni a Castel dell'Ovo senza avere regolare processo.
Rifiutata più volte la libertà in cambio della partecipazione al governo reazionario, preferì l'esilio a Pisa, Torino e infine a Bologna, dove fu Consigliere alla Corte di Cassazione, insegnò Diritto Penale e, assieme alla moglie Angiola Pugliese (soprannominata “l’angelo degli esiliati”), partecipò con fervore alle attività politiche di quegli anni.
Nel 1859 - assieme a Manin, Ulloa, La Farina e Pallavicino - fondò il Comitato d’Azione per l’Unità Monarchica d’Italia e fu il solo napoletano a farne parte; con Giuseppe La Farina, inoltre, invitò a parteciparvi Garibaldi il quale accettò e ne divenne vice presidente.
Tornato a Napoli nel 1860 come Deputato del primo Parlamento del Regno d’Italia, restò in carica per la VIII, IX e X legislatura.
Fu inoltre nominato Presidente della Gran Corte Criminale, e come tale preposto all’epurazione di coloro che avevano sostenuto il Borbone ma fu poi destituito per contrasti col Generale Enrico Cialdini e visse gli ultimi anni lontano dalla vita pubblica.